# "Hello, world."
『"Hello, world."』（ハローワールド）は、ニトロプラスから発売されたWindows用アダルトゲーム。

## 概要
主人公・友永和樹はロボットであり、感情を持ちあわせない。経験と学習によって人間のそれを学び取っていくことが目的であり、その過程がシナリオの重要な骨子になっている。
当時、一周のプレイ時間が平均30時間以上に達する長さはニトロプラス作品の中で最大であり、『斬魔大聖デモンベイン』を大きく引き離していた。背景枚数、3D描き起こしのオブジェクトなどの資源も豊富に投入されている。
ニトロ作品を多く手掛けた虚淵玄が製作にあまり携わっていない初めての作品で、主人公をロボットにしようというアイデアなどでのみ協力している。

## 歴史
- 2002年9月27日 - 初回版発売
- 2002年12月30日 - 通常版発売
- 2003年4月25日 - ビジュアルファンブック（ISBN 4-7577-1373-8）発売
- 2003年8月29日 - ドラマCD 「ブッチャケ!ハローワールド」発売
- 2005年4月1日 - 小説版「青い記憶」 著作：涼風涼（ISBN 4-04-427811-3）発売
- 2005年5月1日 - 小説版「BLAZE UP」 著作：涼風涼（ISBN 4-04-427812-1）発売
- 2005年11月25日 - メディ倫対応版（DVD版）発売

## 登場人物
友永和樹（ともなが かずき）
声 - JUN JUN（ドラマCD）
主人公。“グローバルイルミネーション”のために作られたロボット。
愛原奈都美（あいばら なつみ）
声 - まりあ（榊原ゆい）
主人公の同級生。明るく優しい性格だが、少々慌て者。一部を三つ編みにした柔らかい栗色のロングヘアが特徴。勉強・スポーツ共に苦手。
笹ヶ瀬薫（ささがせ かおる）
声 - 須本綾奈
主人公の同級生。水泳部所属。実力も全国レベルの天才スイマー。短気でさっぱりした性格をしており、外見・中身共にボーイッシュ。やや硬い髪質の、青髪のショートカット。ネットアイドル。
北城千絵梨（ほうじょう ちえり）
声 - 鳥居花音
主人公の同級生。富豪の令嬢。紫髪のロングヘア。おっとりした優雅な少女だが、どこか冷めており人を皮肉ることがある。授業をサボって、公園で絵を描いていることが多い。
久我山深佳（くがやま みか）
声 - 夏野向日葵
主人公の同級生。若佳菜の妹。飛び級の天才少女。明るく元気だが、わがままで他人を見下す言動が多く、友達は少ない。足は遅いが、球技は得意。緑髪のポニーテール。
久我山若佳菜（くがやま わかな）
声 - 岬友美
主人公の通う皇路学園の現国教師で主人公の担任。深佳の姉。緑色のストレートロングヘア。普段は優しく淑やかだが、ハンドルを握ると人格が一変する。学生時代は天才プログラマーとして周囲から将来を宿望されていた。
入間佐知美（いりま さちみ）
声 - 乃嶋架菜
ネットテレビのニュースリポーター。茶髪のショートカット。陽気で騒がしい性格。公私共に薫の追っかけ。
麻生純子（あそう じゅんこ）
声 - 七瀬舞
警視庁サイバーテロ対策室、通称「サイバーフォース」所属の警察官。銀髪のポニーテール。厳しさと優しさを兼ね備えた大人の女性。格闘術と射撃はかなりの腕前。
HIKARI
声 - 海原エレナ
“グローバルイルミネーション”を支えるコンピュータ。
エテコウ
声 - 七瀬舞
主人公の所有するペットロボット。
ハルカ
声 - 栗林みな実
コンパニオンロボット。

## スタッフ
- シナリオ - 南條しかし
- 原画 - きんりきまんとう
- 音楽 - ZIZZ Studio

## 関連商品

### カードゲーム
Lycee
シルバーブリッツのトレーディングカードゲーム、Lyceeに参戦している。収録エキスパンションは、Nitoroplus1.0など。

### 客演作品
ニトロ+ロワイヤル -ヒロインズデュエル-
愛原奈都美がプレイアブルキャラクターとして登場。
ニトロプラス ブラスターズ -ヒロインズ インフィニット デュエル-
愛原奈都美がパートナーキャラクターとして登場。

### ドラマCD
「ブッチャケ! ハローワールド」ドラマティックCD
（2003年8月29日 / HBDS-1）
まりあ（榊原ゆい）、須本綾奈、鳥居花音、夏野向日葵、岬友美、乃嶋架菜、七瀬舞、海原エレナ、JUN JUN、栗林みな実、ジョイまっくす